# 三浦周治
三浦 周治（みうら しゅうじ、1951年 - 1998年5月）は、日本の建築家。三浦周治アトリエを主宰し、数々の建築を残す。日本建築構造技術者協会JSCA建築構造士。工学博士。宮城県生まれ。
1974年、日本大学理工学部建築学科卒業。1977年、建築都市連合研究所設立に参加。1980年、日本大学大学院博士課程修了。1983年、ハーバード大学大学院デザイン学部専攻修了。1981年から1982年にナディア･アルダラン･アソシエイツに勤務。1984年から1987年磯崎新アトリエ。1987年、三浦周治アトリエ設立。
著書に、最新免震構法の理論と実践  プラントから住宅・都市計画まで 1998年 (株)エヌ・ティー・エス（共著）。
作品に、マルト本社工場（宮城県石巻市）、布井邸、などがある。